# Verwaltungsgemeinschaft Rund um den Auersberg
Die Verwaltungsgemeinschaft Rund um den Auersberg ist eine Verwaltungsgemeinschaft im Freistaat Sachsen. Sie befindet sich im Zentrum des Landkreises Zwickau im Erzgebirgsvorland, welches im Gemeinschaftsgebiet Höhen von über 300 m ü. NN erreicht. Sie liegt zwischen Chemnitz zirka 29 km östlich und Zwickau zirka 12 km westlich des Gemeinschaftsgebietes. Die Bundesstraße 173 und die Bahnstrecke Zwickau–Chemnitz führen durch das Gemeinschaftsgebiet. Es ist über die nördlich verlaufende Bundesautobahn 4 Anschluss Glauchau-Ost (zirka 14 km) oder Hohenstein-Ernstthal (zirka 10 km) zu erreichen. Namensgebend ist der 336 m ü. NN hohe Auersberg, zwischen Lichtenstein und St. Egidien, dessen östlichen Bereich ein Gewerbegebiet einnimmt.

## Die Gemeinden mit ihren Ortsteilen
- Bernsdorf mit den Ortsteilen Bernsdorf, Hermsdorf und Rüsdorf
- Lichtenstein  mit den Ortsteilen Heinrichsort, Rödlitz und Lichtenstein
- St. Egidien  mit den Ortsteilen Kuhschnappel, Lobsdorf und St. Egidien